# ميديشي
آل ميديشي Medici أحد أشهر عائلات فلورنسا، والتي لعبت الدور الأهم في تاريخها اقتصاديا وسياسيا وثقافيا بين القرنين الخامس عشر والثامن عشر. وخرج من هذه العائلة ملكتين وثلاثة بابوات.
مؤسسها جوفاني دي بيتشي دي ميديشي. تاجر أفرادها أصلا بالصوف، ثم عملوا في القطاع المصرفي في فلورنسا، فاكتسبوا ثروة طائلة وسلطة واسعة، حيث كان مصرف ميديشي أحد أكثر المصارف ازدهارا واحتراما في أوروبا. وهنالك بعض التقديرات تشير إلى أن آل ميديشي كانوا لفترة من الزمن أغنى أسر أوروبا. وعلى هذا الأساس اكتسبت العائلة السلطة السياسية في فلورنسا بادئ الأمر، ثم على نطاق أوسع في إيطاليا وأوروبا. باسثناء فترات قصيرة حكم آل ميدشي فلورنسا من عام 1434 إلى عام 1737. وقد عرفت هذه الأسرة برعايتها للفن والفنانين.
أنجبت الأسرة ثلاثة باباوات (ليو العاشر، كليمنت السابع وليو الحادي عشر)، والعديد من حكام فلورنسا (لا سيما لورينزو راعى بعض أشهر الأعمال الفنية في عصر النهضة)، وفي وقت لاحق من أعضاء العائلات المالكة الفرنسية والإنكليزية.
كغيرها من الأسر الحاكمة (signore) كانت تهيمن على حكومة المدينة. كانوا قادرين على إبقاء فلورنسا تحت سيطرتهم مُهيئيين بيئةً أمكن فيها ازدهار الفن والإنسانية. قادت العائلة ولادة النهضة الإيطالية جنبا إلى جنب مع غيرها من الأسر الكبرى في إيطاليا مثل آل فسكونتي وآل سفورزا من ميلانو، آلإستي من فيرارا، آل غونزاغا من مانتوفا وغيرهم .